# Casa Mainella

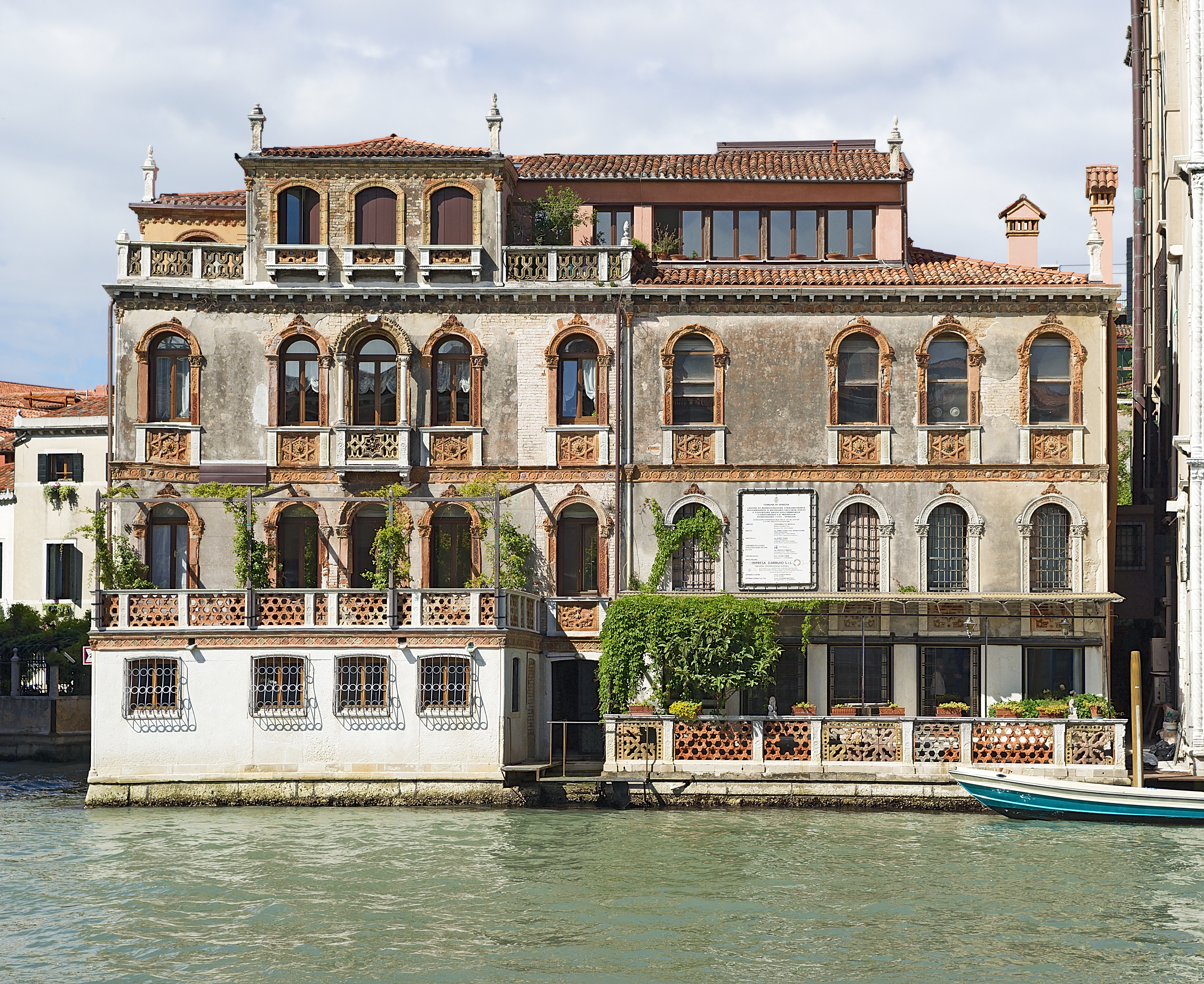
Ca' Mainella

Casa Mainella, auch Palazzina Marioni, ist ein Palast in Venedig in der italienischen Region Venetien. Er liegt im Sestiere Dorsoduro mit Blick auf den Canal Grande und den Rio di San Trovaso zwischen dem Palazzo Loredan dell’Ambasciatore und den Palazzi Contarini degli Scrigni e Corfù.

## Geschichte
Das Gebäude wurde 1858 an der Stelle errichtet, an der früher der Nutzgarten des alten Palazzo Loredan dell’Ambasciatore lag.

## Beschreibung
Der Palast ist ein niedriges Gebäude, das leicht zurückgesetzt liegt. Es sticht durch seine untypische Architektur heraus, da es relativ spät erbaut wurde. Der Architekt Ludovico Cadorin plante den Bau und ließ sich durch einen überarbeiteten, eklektischen Stil nach dem Vorbild in der Tradition von Pietro Lombardo und Mauro Codussi in der Art des Venedig in der Übergangsperiode von der Gotik zur Renaissance inspirieren.
Die Fassade zeigt eine große Zahl an dekorativen Elementen aus Terrakotta und weißem Stein, aber gleichzeitig erscheint seine Fensterzahl begrenzt: In den Hauptgeschossen gibt es nur ein Dreifachfenster und sechs Einfachfenster, aber keines dieser Elemente ist von großem architektonischen Wert.
Die Rückfassade, bar jedes architektonischen Interesses, öffnet sich zu einem romantischen Garten hin, der einmal Teil des weiten Parks war, der zum benachbarten Palazzo Loredan dell’Ambasciatore gehörte.